# Leonard Rosenman
Leonard Rosenman (* 7. September 1924 in Brooklyn, New York; † 4. März 2008 in Woodland Hills, Kalifornien) war ein US-amerikanischer Komponist für Filmmusik.

## Leben und Karriere
Leonard Rosenman wandte sich nach einem Einsatz als Soldat im Zweiten Weltkrieg der Musik zu. Er studierte unter anderem bei Arnold Schönberg Komposition. Vor Beginn seiner Karriere als Filmkomponist arbeitete er als Klavierlehrer, ein Studium der Kunst brach er ab. Als Klavierlehrer unterrichtete er den Schauspieler James Dean. Seine ersten Arbeiten als Filmkomponist schrieb er dann auch für zwei Filmklassiker mit James Dean in der Hauptrolle: Jenseits von Eden und … denn sie wissen nicht, was sie tun, beide aus dem Jahre 1955. Im folgenden Jahr brachte Rosenman mit seiner eigenwilligen Filmmusik für Vincente Minnellis Psychiatriedrama Die Verlorenen (The Cobweb, 1955) die Zwölftonmusik ins Kino.
Rosenman komponierte neben der Musik für zahlreiche Kinofilme auch für Fernsehserien wie Twilight Zone, Quincy und Falcon Crest. Er war insgesamt viermal für den Oscar nominiert; für seine Kompositionen zu Barry Lyndon und Dieses Land ist mein Land (Woody-Guthrie-Biografie aus dem Jahr 1976, mit David Carradine) erhielt er je eine Goldstatue. Zweimal wurde er für seine Arbeit mit dem Emmy ausgezeichnet.
Rosenmans letzte Filmmusik für einen Spielfilm entstand im Jahr 2001 für Jurij. Insgesamt umfasst sein Wirken mehr als 100 Film- und Fernsehproduktionen. In den letzten Jahren vor seinem Tod hatte er sich, an frontotemporaler Demenz leidend, vollständig aus der Öffentlichkeit zurückgezogen.
Rosenman war seit 1989 verheiratet.

## Filmografie (Auswahl)
- 1955: Jenseits von Eden (East of Eden)
- 1955: … denn sie wissen nicht, was sie tun (Rebel Without a Cause)
- 1955: Die Verlorenen (The Cobweb)
- 1957: Ein Mann besiegt die Angst (Edge of the City)
- 1957: Bomber B-52 (Bombers B-52)
- 1959: Mit Blut geschrieben (Pork Chop Hill)
- 1960: J.D., der Killer (The Rise and Fall of Legs Diamond)
- 1961: Die ins Gras beißen (Hell Is for Heroes)
- 1962: Der Chapman-Report (The Chapman Report)
- 1965: Die phantastische Reise (Fantastic Voyage)
- 1967: Countdown: Start zum Mond (Countdown)
- 1970: Rückkehr zum Planet der Affen (Beneath the Planet of the Apes)
- 1970: Ein Mann, den sie Pferd nannten (A Man Called Horse)
- 1973: Die Schlacht um den Planet der Affen (Battle for the Planet of the Apes)
- 1974: Das Phantom von Hollywood (The Phantom of Hollywood)
- 1975: Barry Lyndon
- 1975: Vier im rasenden Sarg (Race with the Devil)
- 1976: Gibbsville
- 1976: Dieses Land ist mein Land (Bound for Glory)
- 1978: Ein Feind des Volkes (An Enemy of the People)
- 1978: Der Herr der Ringe (The Lord Of The Rings)
- 1979: Prophezeiung (Prophecy)
- 1980: Der Jazz-Sänger (The Jazz Singer)
- 1983: Cross Creek
- 1984: Celebrity: Der Ruhm (Celebrity) (Fernseh-Dreiteiler)
- 1986: Star Trek IV: Zurück in die Gegenwart (Star Trek IV: The Voyage Home)
- 1990: RoboCop 2